# Университет имени Алламе Табатабаи
Университет имени Алламе Табатабаи (перс. دانشگاه علامه طباطبایی‎) — государственное высшее учебное заведение в Иране, крупнейший иранский учебный и научно-исследовательский центр в области гуманитарных и общественных наук. Расположен в городе Тегеран. Входит в десятку лучших университетов Ирана.

## Общие сведения
История Университета им. Алламе Табатабаи уходит корнями в середину XX века и напрямую связана с деятельностью Института бухгалтерского учета и финансов нефтяной промышленности (перс. دانشکده حسابداری و علوم مالی نفت‎), образованного в 1957 году.
После Исламской революции в Иране, из слияния 27 самостоятельных высших учебных заведений образовались два университетских комплекса — литературно-гуманитарный и экономики и управления, которые в 1984 году Постановлением Высшего совета культурной революции объединились в один Университет имени Алламе Табатабаи, названный в честь аятоллаха Сейеда Мохаммада Хосейна Табатабаи, богослова и философа.
По состоянию на 2016 год, профессорско-преподавательский состав Университета насчитывает более 500 преподавателей, обучающих более 17 000 студентов.

### Образовательная деятельность
По состоянию на июнь 2016 года основной учебный процесс в университете осуществляется на 10 факультетах, одном колледже и одном институте:
1. Факультет богословия и исламских наук;
2. Факультет иранской филологии и иностранных языков;
3. Факультет права и политических наук;
4. Факультет физического воспитания;
5. Факультет психологии и педагогических наук;
6. Факультет общественных наук;
7. Факультет коммуникационных наук;
8. Факультет математики и компьютерных наук;
9. Факультет управления и бухгалтерии;
10. Экономический факультет;
11. Колледж по страхованию ОЭС;
12. Институт повышения квалификации и переподготовки педагогических кадров;

### Международная деятельность
Университет активно развивает международное сотрудничество в области студенческих обменов и осуществлении совместных научно-образовательных проектов и программ. На сегодняшний день Университет им. Алламе Табатабаи сотрудничает с различными университетами в 17 странах мира, в том числе с Российским государственным гуманитарным университетом, Московским государственным институтом международных отношений и Московским государственным институтом культуры.